# Керимов, Рустам Керимович
Керимов Рустам Керимович (род. 6 января 1993, Дербент) — российский боец смешанных боевых искусств, представитель легчайшей весовой категории, чемпион Европы, чемпион мира по MMA 2012 года, Эстония, город Таллин. Является бойцом клуба «Dagestan Fighter». Бывший чемпион ACB и ACA в легчайшем весе.

## Титулы

### Смешанные единоборства
- ACA
  -   Чемпион в легчайшем весе.
- ACB
  -  Чемпион в легчайшем весе.

## Биография
Керимов Рустам Керимович родился в городе Дербент республики Дагестан, по национальности он табасаранец, окончил среднюю школу номер 15 города Дербент, затем поступил и окончил Ростовский Государственный Экономический Университет (РИНХ) города Ростов-на-Дону, параллельно занимался и выступал на любительских соревнованиях.
Является мастером спорта России по комплексному единоборству, номер удостоверения 118690. Первым тренером является трёхкратный чемпион мира по ушу саньда Назим Абасов. На данный момент тренируется под руководством Мансура Учакаева в клубе «Dagestan Fighter».
6 января 2017 года подписал контракт с лигой ACA.

## Статистика ММА
| Результат | Рекорд | Соперник                       | Способ                       | Турнир                                | Дата                  | Раунд | Время | Место   | Примечание                                 |
| --------- | ------ | ------------------------------ | ---------------------------- | ------------------------------------- | --------------------- | ----- | ----- | ------- | ------------------------------------------ |
| Поражение | 17-1   | Олег Борисов                   | Раздельное решение           | ACA 154: Вахаев против Гончарова      | 17 марта 2023         | 5     | 5:00  | Россия  | Бой за титул чемпиона ACA в легчайшем весе |
| Победа    | 17-0   | Калос Аугусто Сантос да Сильва | Решением (единогласным)      | ACA 146: Абдурахманов - Пессоа        | 4 октября 2022        | 3     | 5:00  | Россия  |                                            |
| Победа    | 16-0   | Абдурахман Дудаев              | Решением (единогласным)      | ACA 135: Гасанов - Джанаев            | 28 января 2021 года   | 3     | 5:00  | Россия  |                                            |
| Победа    | 15-0   | Даниэль де Альмейда            | Решением (единогласным)      | ACA 130: Дудаев - Прайа               | 4 октября 2021 года   | 5     | 5:00  | Россия  |                                            |
| Победа    | 14-0   | Франсиско де Лима Мачиель      | Техническим нокаутом (удары) | ACA 103: Ягшимурадов - Буторин        | 14 декабря 2019 года  | 1     | 3:16  | Россия  |                                            |
| Победа    | 13-0   | Абдурахман Дудаев              | Единогласное решение         | ACA 93                                | 16 марта 2019 года    | 5     | 5:00  | Россия  |                                            |
| Победа    | 12-0   | Олег Борисов                   | Раздельное решение           | ACB 83                                | 24 марта 2018 года    | 5     | 5:00  | Россия  |                                            |
| Победа    | 11-0   | Такэя Мизугаки                 | Нокаут                       | ACB 71                                | 30 сентября 2017 года | 1     | 3:20  | Россия  |                                            |
| Победа    | 10-0   | Турал Рагимов                  | Нокаут                       | ACB 61                                | 20 мая 2017 года      | 1     | 0:20  | Россия  |                                            |
| Победа    | 9-0    | Беслан Афашагов                | Технический нокаут           | MixFace / Tech-Krep FC                | 3 декабря 2016 года   | 1     | 2:46  | Россия  |                                            |
| Победа    | 8-0    | Андрей Гончаров                | Решение                      | KTFC 25                               | 5 августа 2016 года   | 2     | 5:00  | Россия  |                                            |
| Победа    | 7-0    | Георгий Эйвас                  | Решение                      | KTFC 23                               | 18 июня 2016 года     | 2     | 5:00  | Россия  |                                            |
| Победа    | 6-0    | Александр Педусон              | Решение                      | ACB 40                                | 3 июня 2016 года      | 3     | 5:00  | Россия  |                                            |
| Победа    | 5-0    | Анатолий Кормилкин             | Технический накаут           | Russia vs. Bulgaria                   | 27 апреля 2013 года   | 2     | 2:34  | Россия  |                                            |
| Победа    | 4-0    | Константин Филлипов            | Решение                      | Battle on the Ice                     | 15 декабря 2012 года  | 2     | 5:00  | Россия  |                                            |
| Победа    | 3-0    | Мурад Магомедов                | Удушение                     | Legion Fight Night                    | 13 августа 2012 года  | 1     | 2:59  | Россия  |                                            |
| Победа    | 2-0    | Олег Головин                   | Технический нокаут           | World Mixed Martial Arts Federation 4 | 8 июня 2012 года      | 1     | 2:31  | Эстония |                                            |
| Победа    | 1-0    | Константин Филлипов            | Сабмишном (замок на ногу)    | Fight Star European MMA Cup           | 26 апреля 2012 года   | 1     | 1:10  | Эстония |                                            |